# REO Speedwagon
REO Speedwagon — американський рок-гурт, утворений 1967 року в Чемпейні, штат Іллінойс.
До складу гурту ввійшли: Террі Латтрелл (Terry Luttrell) — вокал; Гері Річрет (Gary Richrath), 18.10.1949, Пеорія. Іллінойс, США — гітара: Ніл Дауті (Neal Doughty), 29.07.1946, Евенстон, Іллінойс, США — клавішні: Грегг Філбін (Gregg Philbin) — бас та Алан Гретзер (Alan Gratzer). 9.11.1948, Сайрекус, Нью-Йорк, США — ударні.
Цим складом гурт з дивною назвою REO Speedwagon (на честь пожежного автомобіля, який спроектував Ренсом Олдс) 1971 року записав дебютний альбом. 1973 року Латтрелла, який утворив власну формацію Starcastle, замінив Кевін Кронін (Kevin Cronin), 6.10.1951, Евенстон, Іллінойс — вокал, гітара. Відтоді квінтет почав сходження від локальної сенсації до загальнонаціональної слави. Але незважаючи на популярність, яка швидко росла, особливо на американському середньому заході, гурт не міг похвалитись повністю вдалими альбомами. Хоча лонгплей 1973 року «R.E.O. T.W.O.» та виданий роком пізніше «Ridin' The Storm Out» здобули статус «золотих платівок», перспектив росту гурту раптом не стало з виходом з його складу Кроніна. 1974 року на його місце було запрошено Майкла Мерфі (Michael Murphy), але коли записані за його участю лонгплеї «Lost In A Dream» та «This Time We Mean It» не здобули визнання, його звільнили.
1975 року повернувся Кронін, а наступного року Філбіна змінив Брюс Холл (Bruce Hall), 3.05.1953, Чемпейн, Іллінойс, США. Того ж року реформований гурт запропонував лонгплей «R.E.O.», що користувався середньою популярністю, однак чергова пропозиція — концертний альбом «You Get What You Play For» приніс музикантам першу у їх кар'єрі «платинову» платівку. Цей успіх повторив виданий 1978 року альбом «You Can Tune A Piano, But You Can't Tuna Fish». Проте результати продажу лонгплею «Nine Lives», який з'явився на ринку 1979 року, принесли велике розчарування і дали підґрунтя для висновків, що R.E.O. Speedwagon вичерпали себе.
Заперечення таким думкам викликав 1980 року альбом «Ні Infidelity», що був гарно опрацьованою підбіркою рок-композицій. Він зайняв перше місце в американському чарті, принісши водночас цілу серію популярних синглів. Лірична балада «Keep On Lovin' You» очолила американський чарт і зайняла сьоме місце у Британії, а виданий відразу після неї твір «Take It On The Run» також піднявся до американського Тор 5.
Однак довге турне, що робило промоцію цьому лонгплею, виснажило гурт. Записаний згодом альбом «Good Trouble» хоч і здобув статус «платинового», вважається одним з найслабших альбомів R.E.O. Speedwagon. Усвідомлюючи свою недосконалість, квінтет відмовився від виступів на стадіонах і на одному зі складів у Лос-Анджелесі півроку потай проводив репетиції, під час яких повернув собі колишню творчу енергію. Записаний незабаром лонгплей «Wheels Are Turning» зрівнявся за популярністю та рівнем виконання з альбомом «Ні Infidelity» і приніс другий хіт-сингл «Can't Fight This Feeling», що зайняв перше місце у США. Чергова платівка «Life As We Know», видана 1987 року, підтвердила професіоналізм гурту, але піднялась лише до 28 місця в американському чарті, а сингли «That Ain't Love», «Variety Tonight» та «ln My Dreams» , що походили з неї, стали середніми хітами.
Наприкінці 1980-х у гурті відбулись зміни у складі. 1988 року місце Гретзера зайняв Грейм Лір, а наступного року Річрета змінив Дейв Амато (Dave Amato), який раніше грав у Теда Ньюджента. У цей період до гурту також приєднався клавішних Джесс Хармс (Jesse Harms). Цим складом 1990 року R.E.O. Speedwagon записав альбом «The Earth, The Small Man, His Dog & A Chiken», який не викликав цікавості навіть у США.
До гурту R.E.O. Speedwagon ще за часів його найбільшої популярності приклеївся ярлик «невиразних виконавців», хоча гурт і ставлять в один ряд поряд з такими формаціями, як Styx та Kansas.

## Дискографія
- 1971: R.E.O. Speedwagon
- 1972: R.E.O. T.W.O.
- 1973: Ridin' The Storm out
- 1974: Lost In A Dream
- 1975: This Time We Mean It
- 1976: R.E.O.
- 1977: Live — You Get What You Play For
- 1978: You Can Tune A Piano, But You Can't Tuna Fish
- 1979: Nine Lives
- 1980: A Decade Of Rock'N'Roll 1970 To 1980
- 1980: Hi Infidelity
- 1982: Good Trouble
- 1984: Wheels Are Turnin'
- 1985: Best Foot Forward — The Best Of R.E.O.
- 1987: Life As We Know It
- 1988: The Hits
- 1990: The Earth, The Small Man, His Dog & A Chicken
- 1991: The Second Decade Of Rock'N'Roll 1981-1991
- 1995: Believe In Rock & Roll
- 1996: Building In The Bridge
- 1999: The Ballads
- 2007: Find Your Own Way Home
- 2009: Not So Silent Night...Christmas With REO Speedwagon